# Hurricane (chanson de Bob Dylan)
Cet article concerne la chanson de Bob Dylan. Pour la chanson de Thirty Seconds to Mars, voir Hurricane.
Pour les articles homonymes, voir Hurricane.
Pistes de Desire
  Isis
Hurricane est une protest song de Bob Dylan au sujet de l'emprisonnement de Rubin « Hurricane » Carter. Dans cette chanson, l'auteur-compositeur-interprète décrit le racisme comme la principale raison de la condamnation dans ce qu'il considère comme un faux procès. Cette chanson fut l'une des quelques protest songs qu'écrivit Dylan dans les années 1970, et ce fut l'un de ses singles ayant eu le plus de succès de cette décennie, atteignant le 31e rang du Billboard.

## Origine de Rubin Carter «Hurricane»

Rubin Carter

L'album de Bob Dylan Desire s'ouvre avec le titre Hurricane, dénomination inspirée du surnom de Rubin Carter et dépeignant l’histoire de ce boxeur noir américain, ancien prétendant au titre des poids moyens, accusé du meurtre de trois personnes en 1966.
Dylan eut envie d’écrire cette chanson après avoir lu l’autobiographie de Carter Le Seizième Round (The Sixteenth Round), que celui-ci lui avait envoyée « à cause de ses engagements antérieurs dans le combat pour les droits civiques ».
Dans son autobiographie, Carter continuait à clamer son innocence et son histoire poussa Dylan à aller lui rendre visite à la prison d'État de Rahway à Woodbridge (New Jersey). Dylan avait écrit des ballades d'actualité auparavant, par exemple The Lonesome Death of Hattie Carroll ou Emmett Till, mais selon le parolier Jacques Levy (en), il « n'était pas sûr de pouvoir écrire une chanson... il était juste rempli de tous ces sentiments envers Hurricane. Il n'arrivait pas à commencer. Je pense que la première étape fut d'écrire la chanson dans un mode purement narratif. Je ne me rappelle plus qui a eu l'idée de faire ça. Mais honnêtement, le début de la chanson est comme une didascalie, comme ce que vous liriez dans un script : Des coups de feu résonnent dans un bar de nuit... Voici l'histoire de Hurricane. Boum ! C'est le titre. Vous savez, Bob aime le cinéma, et il peut écrire ces films de 8 à 10 minutes, qui semblent pourtant aussi longs ou plus que les films habituels. ».

## Polémique
Dylan doit ré-enregistrer la chanson en modifiant les paroles relatives à Alfred Bello et Arthur Dexter Bradley qui « ont dépouillé les corps » ("robbed the bodies"). Les avocats de la Columbia l'ont prévenu qu'il risque un procès pour diffamation. Ni Bello, ni Bradley n'ont jamais été accusés de tels actes. Parce qu'il y a trop de perte sur les multipistes pour donner un effet « accusateur », Dylan décide de ré-enregistrer entièrement la chanson. À cette époque, il est déjà en pleine répétition pour sa prochaine tournée, et les musiciens du Rolling Thunder Revue sont encore à sa disposition. Dylan les rappelle en studio, et une nouvelle version plus rapide  de Hurricane est mélangée à deux nouvelles prises, avec Ronee Blakley aux chœurs. Bien que des paroles offensantes aient été réécrites, la chanson est poursuivie en justice par le témoin oculaire Patricia « Patty » Valentine.
Même avec ces paroles révisées, la controverse continue de croître autour de Hurricane. Les critiques de l’époque lui reprochent de ne raconter qu’une version des faits, le passé judiciaire de Carter étant ignoré dans l’histoire que Dylan raconte, et de manquer d'objectivité.
Il y a d'autres inexactitudes, par exemple la description de Carter comme prétendant no 1 au titre de champion des poids moyens ("Number one contender for the middleweight crown") alors que le classement de mai 1966 de Ring Magazine ne le situait qu'au neuvième rang à l'époque de son arrestation. Mike Cleveland du Herald-News, Robert Christgau, et de nombreux autres critiques mettent en question l'objectivité de Bob Dylan au moment de la sortie de la chanson. Cal Deal, journaliste au Herald-News qui couvre l'affaire Carter entre 1975 et 1976, interviewant Carter en août et décembre 1975, accuse plus tard Dylan d'avoir un fort parti pris pour Carter tout en utilisant énormément d'effets artistiques.
Pendant la tournée précédant la sortie de Desire, Dylan et le Rolling Thunder Revue participent à La Nuit de l'Ouragan I en l'honneur de Carter au Madison Square Garden de New York, le 12 août 1975. De nombreuses vedettes, dont Mohamed Ali, sont présentes à ce concert caritatif où un exposé de 20 minutes explique la situation du boxeur emprisonné.
L'année suivante, ils mettent sur pied la Nuit de l'Ouragan II, cette fois-ci à l'Astrodome de Houston. Ce super-concert, organisé le 25 janvier 1976 est néanmoins un échec malgré la présence de Stevie Wonder, Stephen Stills, Ringo Starr ou encore Santana. Trente mille personnes assistent au spectacle mais l'organisation prévoyait plus du double.
En fin de compte, Hurricane rapporte assez de fonds et de publicité pour aider Carter à lancer un recours. En novembre 1975, la Cour Suprême annonce qu'elle compte réviser l'appel. Un mois plus tard, Carter et Artis retirent leur demande de pardon, souhaitant une réhabilitation complète. En mars 1976, ils sont libérés sous caution et gagnent le droit à un nouveau procès. Mais Carter est de nouveau condamné à deux peines de prison à vie successives en décembre 1976. Ni Dylan, ni aucun autre défenseur célèbre n'assiste au procès. En 1985, la justice américaine reconnaît que Carter et Artis n'ont pas bénéficié d'un procès juste et équitable. Carter est remis en liberté.
Dylan n’a plus interprété cette chanson depuis le 25 janvier 1976 à Houston, Texas.

## Certifications
| Région           | Certification |
| ---------------- | ------------- |
| Australie (ARIA) | Or            |
| Italie (FIMI)    | Or            |